# Браћа Туцовић
Браћа Туцовић су тројица синова свештеника Јеврема и Јефимије Туцовић из златиборског села Гостиље, код Чајетине:

## Владимир Туцовић
Рођен је 1874. године. Био је потпуковник Војске Краљевине Србије и учесник Балканских и Првог светског рата. Био је близак са пуковником Драгутином Димитријевићем Аписом и члан организације „Уједињење или смрт”, због чега је био ухапшен 1916. године и осуђен на Солунском процесу. Након завршетка рата био је помилован и тада је напустио војну службу и бавио се трговином. Био је близак са совјетским обавештајцем Мустафом Голубићем. Након завршетка Другог светског рата, 1945. је био већник АВНОЈ-а. Умро је 1947. године у Београду. За своје ратне заслуге награђен је са два Ордена Карађорђеве звезде.

## Димитрије Туцовић
Рођен је 1881. године. Још као средњошколац заинтересовао се за социјалистичке идеје. Године 1903. био је један од оснивача Српске социјалдемократске странке, а био је и уредник „Радничких новина”. Завршио је права на Београдском универзитету и од 1908. године се посветио професионалном политичком раду као секретар Српске социјалдемократске партије. Као резервни поручник учествовао је у Балканским ратовима иако се противио територијалном ширењу Србије и ослобођење Косова је сматрао империјалним освајањем. Године 1914. издао је књигу „Србија и Арбанија”. Када је избио Први светски рат, иако је његова партија била једина странка у Европи чији су посланици гласали против ратних кредита, Димитрије се одазвао мобилизацији. Погинуо је у Колубарској битци, новембра 1914. године у близини Лајковца, на Враче брду.

## Стеван Туцовић
Рођен је 1882. године. Био је официр Војске Краљевине Србије и учесник Балканских и Првог светског рата. Након рата је имао чин потпуковника Југословенске војске и службовао је у Баошићима, у Боки которској. Умро је 1933. године у Београду. За своје ратне заслуге награђен је са два Ордена Карађорђеве звезде.
Током Првог светског рата, од 1915. до 1918. године је водио Ратни дневник, који је посветио прерано преминулој супрузи Мири и погинулом брату Димитрију.